# Słodki smak sukcesu
Słodki smak sukcesu – amerykański film fabularny z 1957 roku w reżyserii Alexandra Mackendricka.

## Fabuła
Piszący o Broadwayu felietonista korzysta ze swej władzy w showbiznesie jak tylko może. Gdy młodsza siostra wpływowego felietonisty chce poślubić muzyka jazzowego jej brat podejmuje nieczyste działania.

## Obsada
- Tony Curtis – Sidney Falco
- Burt Lancaster – J.J. Hunsecker
- Susan Harrison – Susan Hunsecker
- Martin Milner – Steve Dallas
- Emile Meyer – porucznik Harry Kello
- Barbara Nichols – Rita
- Jeff Donnell – Sally

i inni